# Dorfkirche Pinnow (Schenkendöbern)

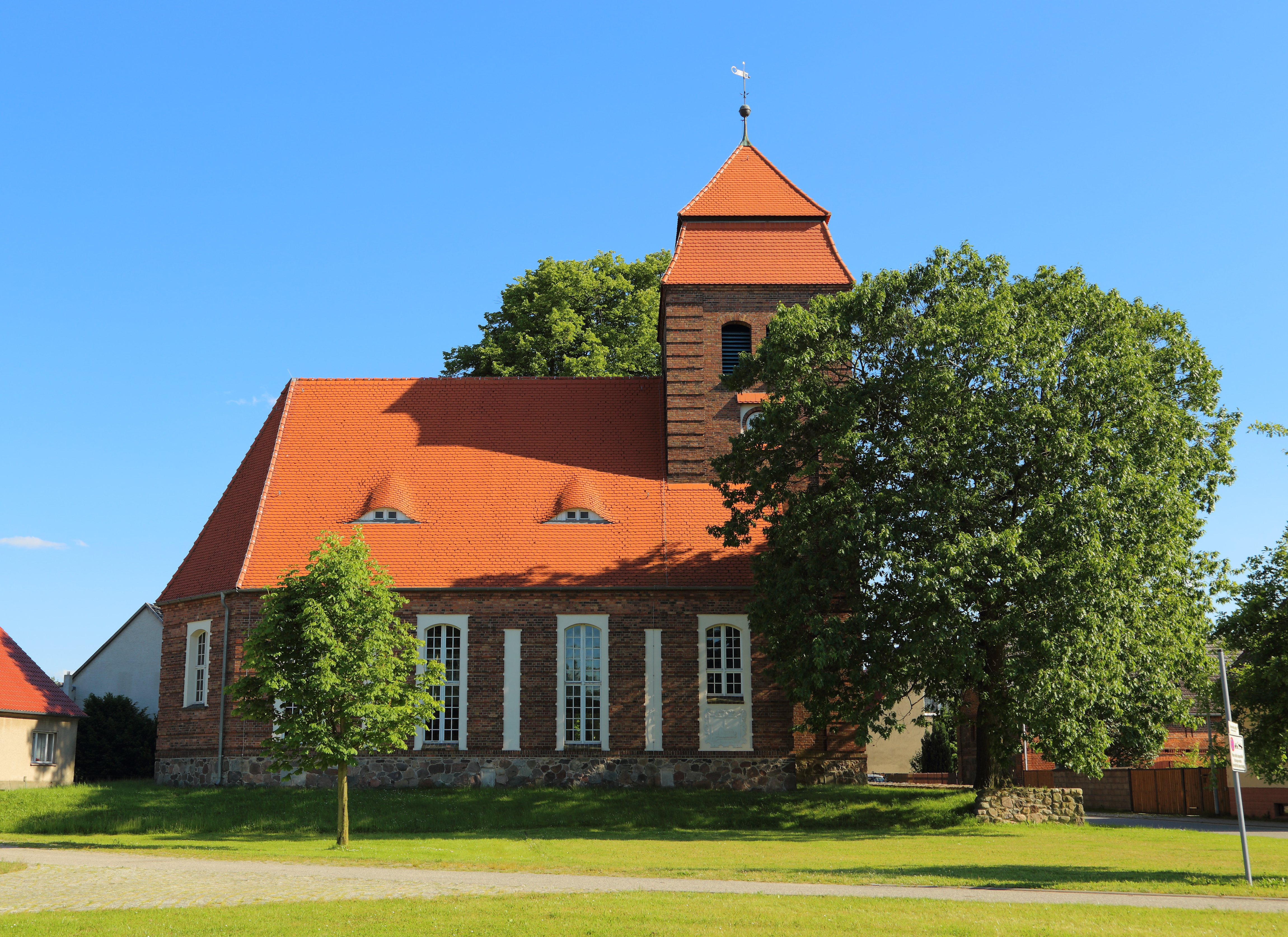
Dorfkirche Pinnow (2014)

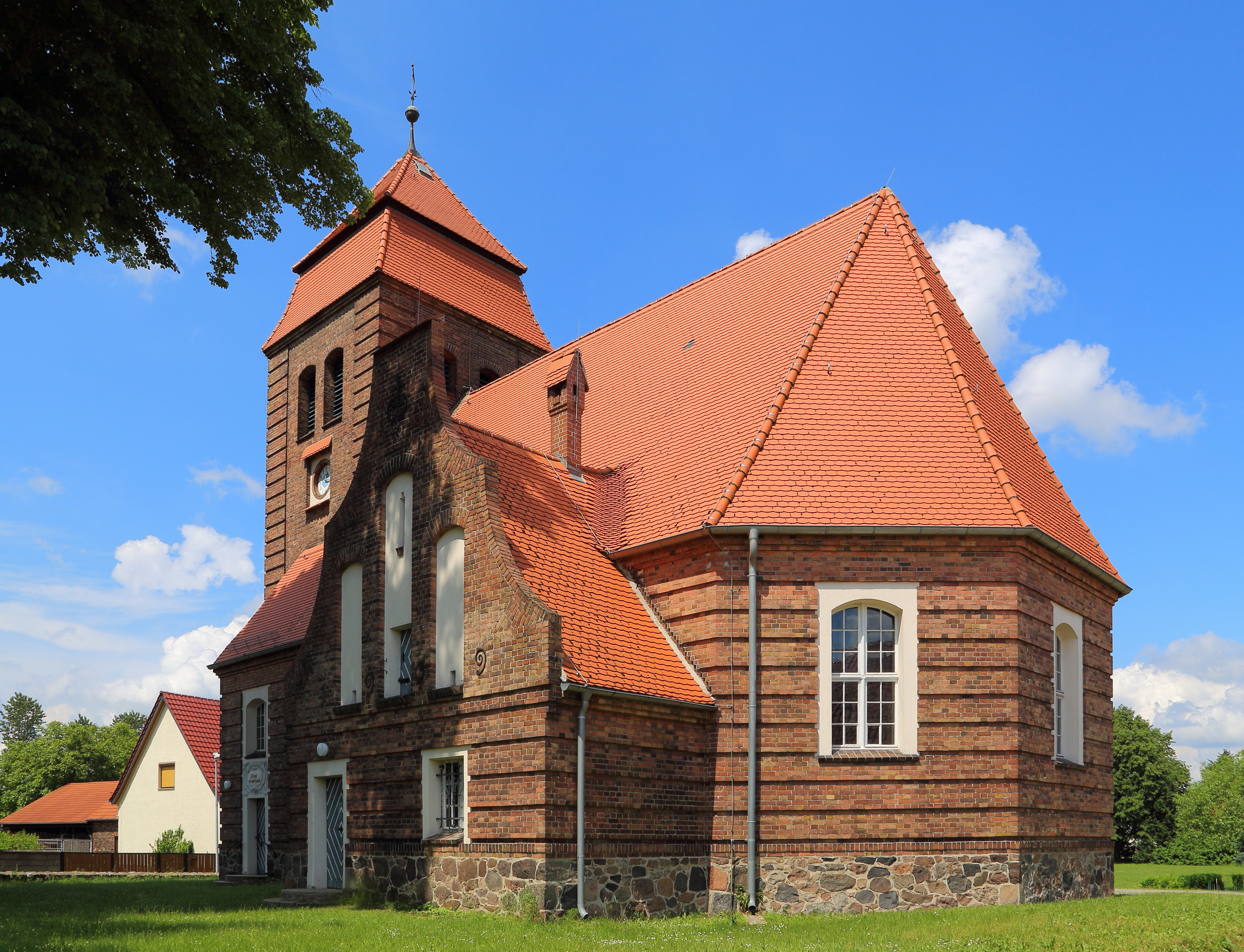
Südportal mit Eingangshalle und Ostschluss der Kirche (2014)

Die Dorfkirche Pinnow ist das Kirchengebäude in dem zur Gemeinde Schenkendöbern gehörenden Ortsteil Pinnow im Landkreis Spree-Neiße in Brandenburg. Die Kirche gehört der Kirchengemeinde Region Guben im Kirchenkreis Cottbus, der Teil der Evangelischen Kirche Berlin-Brandenburg-schlesische Oberlausitz ist. Sie steht unter Denkmalschutz.

## Architektur und Geschichte
Die erste Kirche von Pinnow wurde im Jahr 1604 errichtet und war eine Filialkirche von Grano. Die heutige Kirche entstand in den Jahren 1909 und 1910 als Saalbau aus Backstein mit einem Sockel aus Feldstein. Der Bau weist Formen der Heimatschutzarchitektur und des Neobarock auf. Sie wurde von dem Architekten Georg Büttner entworfen und im Auftrag der Standesherren von Schulenburg als Bauherren errichtet. Im Jahr 1943 war die Dorfkirche kurzzeitig durch den Abriss bedroht, da es Planungen gab, das Dorf Pinnow für die Errichtung des SS-Truppenübungsplatzes Kurmark umzusiedeln, aufgrund des Kriegsendes kam es nicht mehr dazu. Zwischen 2000 und 2006 wurde die Kirche restauriert.
Die Kirche hat einen ins Schiff eingezogenen Westturm mit einem gestuften Pyramidendach und einen dreiseitigen Ostschluss. Südlich schließt sich die Sakristei an. Innen hat die Dorfkirche Pinnow ein hölzernes Tonnengewölbe und eine Nord- und eine Westempore. Die Ausstattung der Kirche stammt größtenteils aus der Bauzeit, lediglich die Kanzel und die Taufe wurden aus dem Vorgängerbau übernommen und stammen dementsprechend aus dem frühen 17. Jahrhundert. Die Orgel wurde im Jahr 1919 von der Orgelbauwerkstatt W. Sauer aus Frankfurt (Oder) gebaut. Seit 1922 verfügt die Kirche außerdem über eine Glocke, die von der Gießerei Ohlsson aus Lübeck hergestellt wurde.
Die Kirche von Pinnow und mehrere umliegende Kirchen sind heute in der Kirchengemeinde Region Guben organisiert. Diese gehörte ursprünglich zur Superintendentur Guben und später zum Kirchenkreis Guben in der Evangelischen Landeskirche der älteren Provinzen Preußens. Nach deren Zerfall im Jahr 1945 kam die Kirchengemeinde zur Evangelischen Kirche in Berlin-Brandenburg. Der Kirchenkreis Guben wurde am 1. Juli 1998 aus demografischen Gründen aufgelöst und teilweise in den Kirchenkreis Cottbus eingegliedert. Seit 2004 gehört dieser zur Evangelischen Kirche Berlin-Brandenburg-schlesische Oberlausitz.

## Gefallenendenkmal

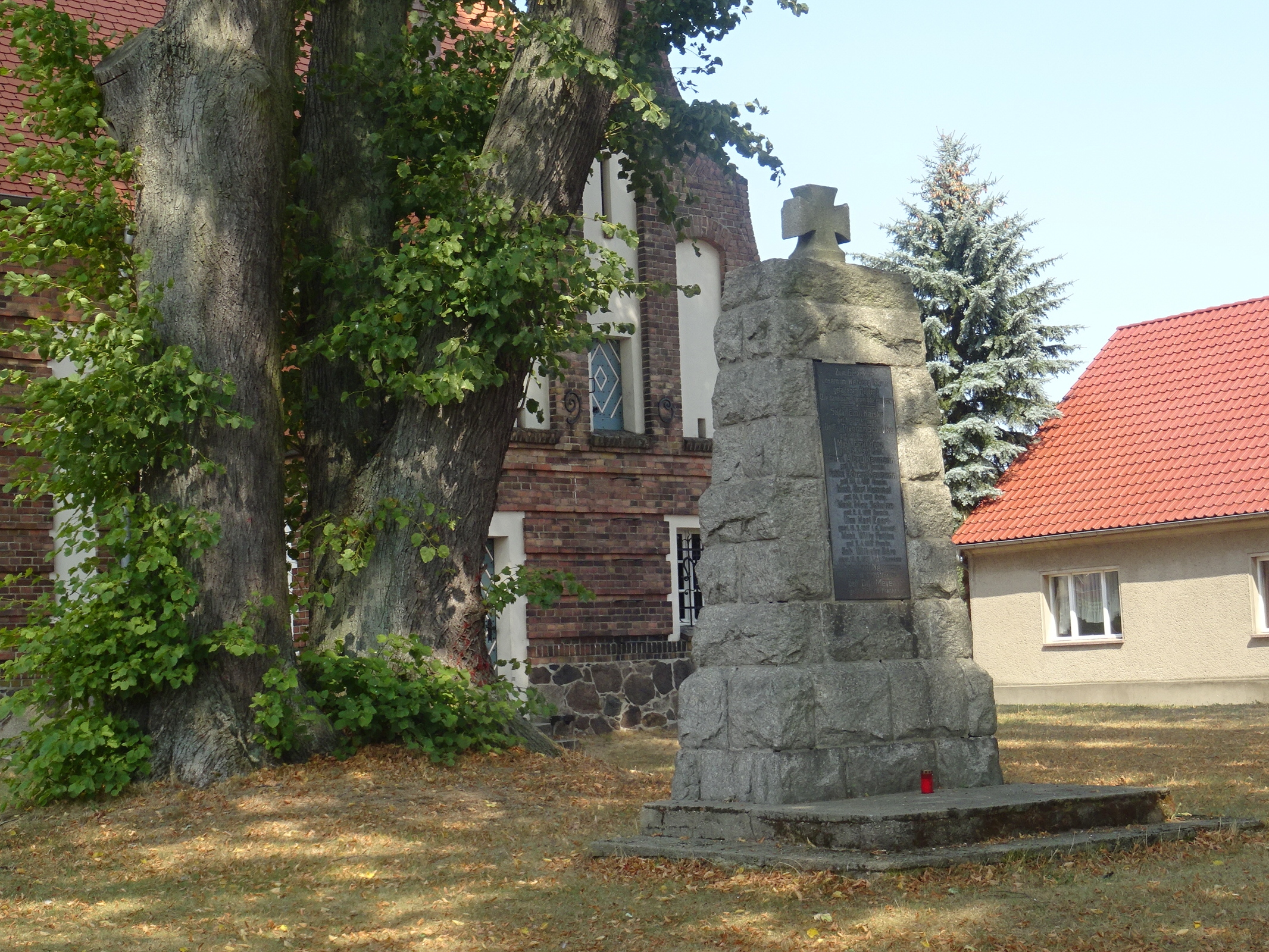
Gefallenendenkmal vor der Kirche (2018)

Südlich der Kirche steht auf dem früheren Kirchfriedhof ein Denkmal in Gedenken an die gefallenen Soldaten aus Pinnow während des Ersten Weltkrieges. Es wurde 1925 von dem Bildhauer Karl Nowacki geschaffen und steht ebenfalls unter Denkmalschutz.